# Hamburgö
Hamburgö ist eine Insel in der schwedischen Gemeinde Tanum in der Provinz Västra Götalands län. Die Insel ist vom Festland durch einen Sund getrennt, der an seiner schmalsten Stelle nur 50 Meter breit ist. Hamburgö ist in Nord-Süd-Richtung etwa 4 km lang und durchschnittlich 1,5 km breit. Die Insel trug früher den Namen Hornbora („die Horntragende“). Es wird vermutet, dass sich der Name auf zwei markante Halbinseln am südlichen Ende der Insel bezieht.
Im nordöstlichen Bereich der Insel befinden sich Teile der Ortschaft Hamburgsund, die sich auf dem Festland fortsetzt. Die Verkehrsverbindung erfolgt über eine Seilfähre.
Die ersten Häuser auf der Insel entstanden wahrscheinlich zu Beginn des 16. Jahrhunderts im Zusammenhang mit den periodischen Heringsschwemmen. Es wird vermutet, dass sich die ersten Siedler an der Westseite niederließen. In der Mitte des 16. Jahrhunderts wurde am nördlichen Ende des Sundes eine Zollstation eingerichtet. Der Platz heißt heute Tollbue.